# 영구와 공룡 쮸쮸
영구와 공룡쮸쮸는 1993년에 영구아트에서 제작한 영화로 아기공룡 쮸쮸에 대한 공룡영화다. 동시에 쥬라기 공원이 개봉하여 흥행은 실패했지만 직접 공룡을 만든 것이 위안거리였으며 어린이영화였음에도 어린이가 보기엔 매우 잔인한 장면들(후반부에서 쮸쮸를 납치한 도둑 3인방이 엄마 공룡의 불 뿜기에 머리가 녹아내리는 장면은 너무 사실적으로 묘사되어서 어른들이 봐도 잔인하다 싶을 정도이며  엄마 공룡이 군인들의 포탄에 맞고는 목덜미와 입에서 피를 철철 흘리며 쓰러져서 죽어가는 장면도 은근히 잔혹했음)이 나온 데다 다른 괴수물을 베낀 점(고지라 영화 장면을 표절한 장면이 있었던 점 - 쮸쮸의 종족은 공룡이라면서 정작 불을 뿜고 다녔는데  생김새가 대괴수 용가리를 완전히 베낀 점 -  코에 난 뿔이나 꼬리 끝에는 스테고사우루스 같은 가시가 있었던 점) - 심각한 개연성 오류(쮸쮸 엄마가 서울에서 난동을 피우는 장면은 밤이지만 정작 탱크가 쮸쮸 엄마에게 포를 쏘는 장면 배경은 낮이었음) 등의 혹평을 받았고 대부분 미니어처로 촬영했으나 전차 출동 및 발포장면, 전투기 고공비행 장면은 군부대에서 촬영한 훈련영상을 그대로 갖다 썼는데  산골 훈련장에서 쏜 포가 서울 도심 한복판에 있는 공룡한테 떨어진 점 -  전투기 비행장면만 화질이 위화감이 있는 등 매우 조잡한 촬영 편집 퀄리티를 보여줬다는 혹평이 있었다.
한편, 심형래 감독은 해당 영화를 통해 두 번째로 메가폰을 잡았는데 그 이후 차기 연출작으로 선택한 티라노의 발톱도 역시 흥행에 참패하자 비디오용 어린이영화 위주로 버텨오다가 파워킹 (1995년작)으로 극장용 영화 연출 활동을 재개했다.

## 줄거리
시험에서 빵점만 맞고 선생님께 야단맞으며 매번 화장실 청소당번인 바보 영구. 영구는 한 야산 동굴에서 한 알을 발견했다. 그 알이 공룡의 알이며 아기공룡 쮸쮸가 탄생했다. 쮸쮸는 외로움을 타 영구네 친구들이 괴롭힘을 당하자 영구와 같이 동행을 한다. 그런데 도둑 3인조가 공룡이 나타났다는 소식을 듣자 외국에 팔아 넘기기위해 쮸쮸를 납치할 계획을 세운다. 영구는 쮸쮸를 공룡이란 사실을 들키기 않게 아빠 몰래 인형으로 오인시켰다. 영구와 쮸쮸는 집에 도망쳐 동굴 속에서 살게 되었다가 도둑 3인조에게 붙잡혀 서울까지 갔다. 아기공룡 쮸쮸가 없어지자 거대한 공룡이 갑자기 일어나자마자 마을이나 도시에서는 난리이 일어난다. 과연 영구와 공룡 쮸쮸는 그 위기에서 벗어날수 있을까?

## 출연

### 주연
- 심형래 - 영구 역

### 조연
- 박종설 - 영구 아빠 역
- 이현순 - 영구 엄마 역
- 서원섭 - 도둑 1 역
- 양종철 - 도둑 2 역
- 서찬호 - 도둑 3 역
- 윤일주 - 파출소장 역
- 이석구 - 경찰 1 역
- 오성우 - 경찰 2 역
- 진봉진 - 중령 역
- 김기종 - 국무총리 역
- 윤상철 - 부관 역

## 기타
- 제작총지휘: 김낙순
- 제작부장: 송형복
- 제작진행: 오태형
- 제작진행: 윤상철
- 촬영부: 허봉완
- 촬영부: 신종순
- 촬영부: 서이석
- 촬영부: 박경훈
- 촬영부: 신명춘
- 조명: 조길수
- 조명부: 송훈
- 조명부: 김형철
- 조명부: 박춘석
- 스틸: 노기흘
- 조감독: 김영균
- 조감독: 윤여운
- 조감독: 이은경
- 녹음: 이형근
- 미술: 권오중
- 미술: 이근하
- 미술: 김종문
- 특수효과: 이정일
- 옵티컬: 윤종두
- 분장: 정기운
- 분장: 김종식
- 분장: 김수연
- 운송: 정진우
- 운송: 신순식
- 미니어쳐: 노승욱
- 운송: 배세권
- 미니어쳐: 김종현
- 미니어쳐: 박명숙
- 미니어쳐: 이상협
- 미니어쳐: 허운규
- 미니어쳐: 박용성
- 미니어쳐: 강은정
- 효과: 양대호